# David Shimoni

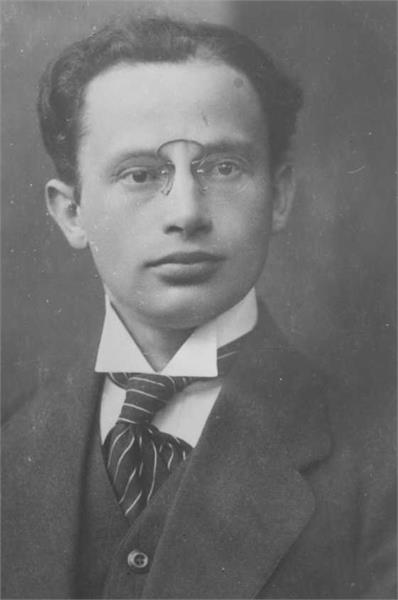
David Shimoni 1935

David Shimoni (en hebreo: דוד שמעוני) (Babruisk, Imperio ruso, 25 de agosto de 1891 – Tel Aviv, Israel, 10 de diciembre de 1956) fue un poeta, escritor y traductor israelí.
Shimonovitch (más tarde David Shimoni) nació en Babruisk, Bielorrusia (entonces parte del Imperio Ruso) de Nissim Shimonovitch y Malka Fridland Aunque  en 1909 vivió en Eretz Israel bajo dominio otomano durante un año, no emigró bajo la administración británica sino hasta 1920. Fue uno de los primeros miembros de Al-Domi.

## Premios y conmemoraciones

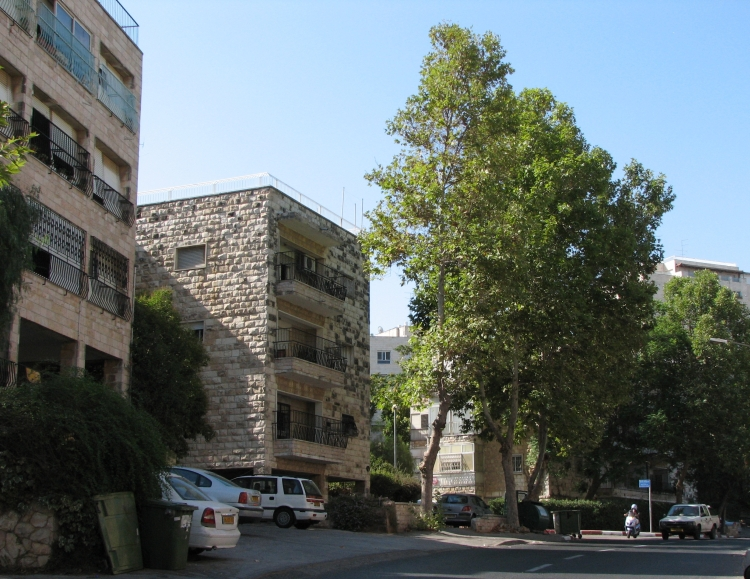
Calle Shimoni, Jerusalén

- En 1936 y 1949, Shimoni recibió el Premio Bialik de literatura.[2]
- En 1954, fue galardonado con el Premio Israel, de literatura.[3]
- También recibió el Premio Tchernichovsky por traducción ejemplar.

La calle Shimoni en Jerusalén lleva su nombre, al igual que la calle Shimoni en Beersheva, Israel.